# NGC 4340
NGC 4340 è una galassia a spirale barrata nella costellazione della Chioma di Berenice.
Si individua un grado a sud-est della stella doppia 11 Comae Berenices (nell'immagine è quella di destra), non lontano dalla ben più nota M85. Fa coppia con un'altra galassia, NGC 4350, più grande. Un telescopio da 200mm di apertura permette di rivelare sia il nucleo, molto compatto, sia la barra centrale, disposta in senso nord-sud. I bracci, circolari, si evidenziano nelle foto a lunga posa. Dista dalla Via Lattea circa 59 milioni di anni-luce, ed è un membro dell'ammasso della Chioma di Berenice.

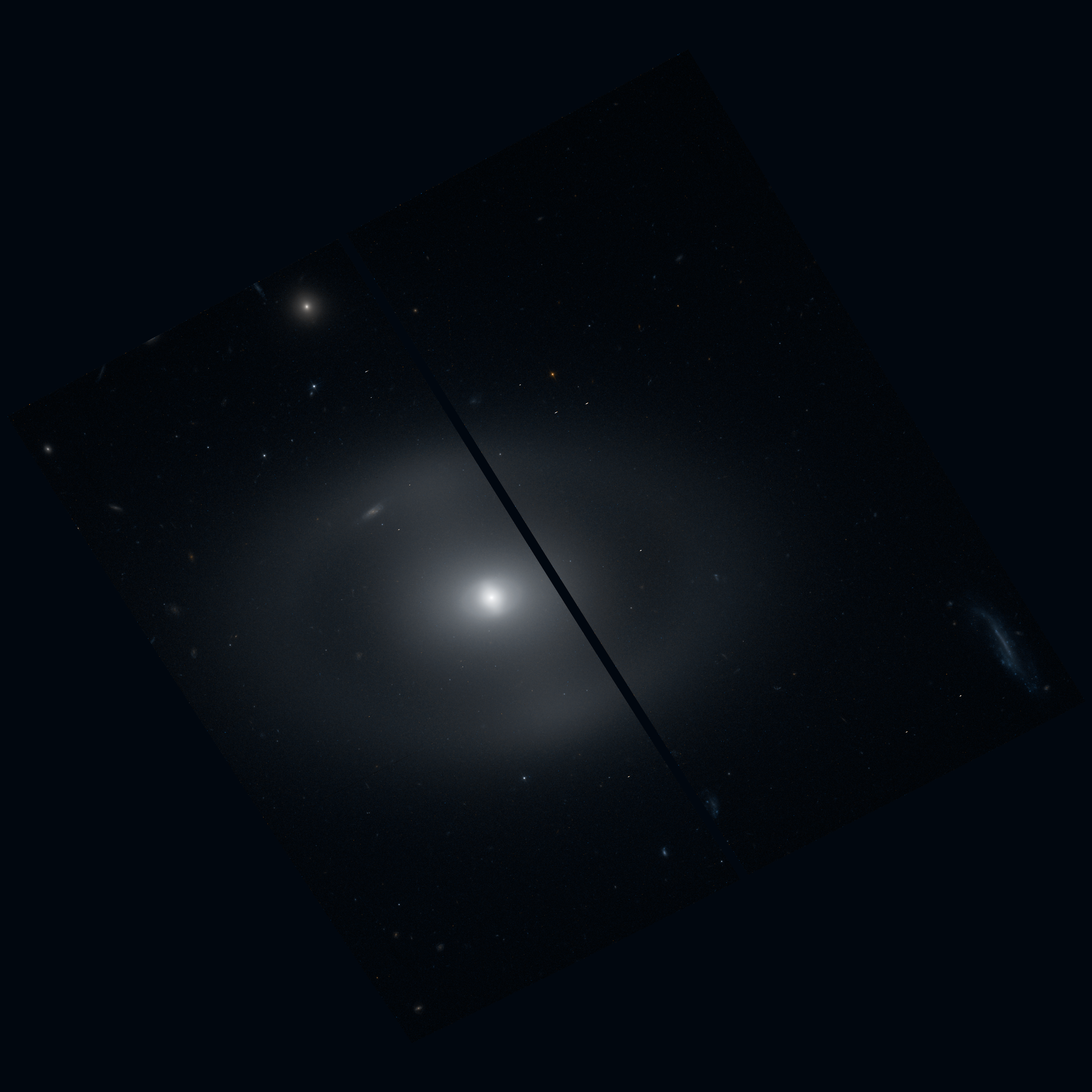
NGC 4340  (Telescopio spaziale Hubble)
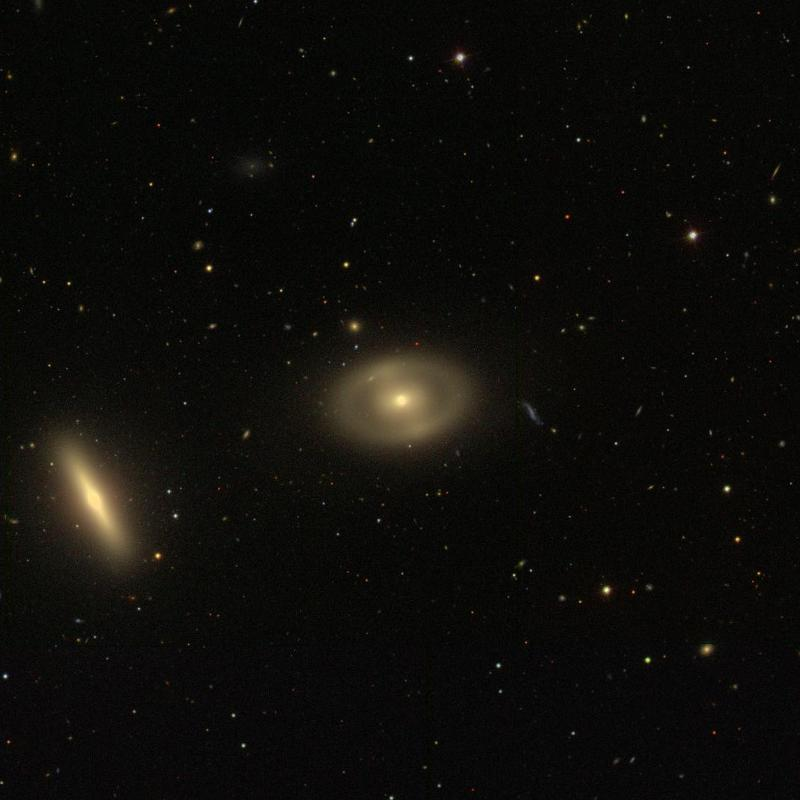
NGC 4340  (al centro) e NGC 4350
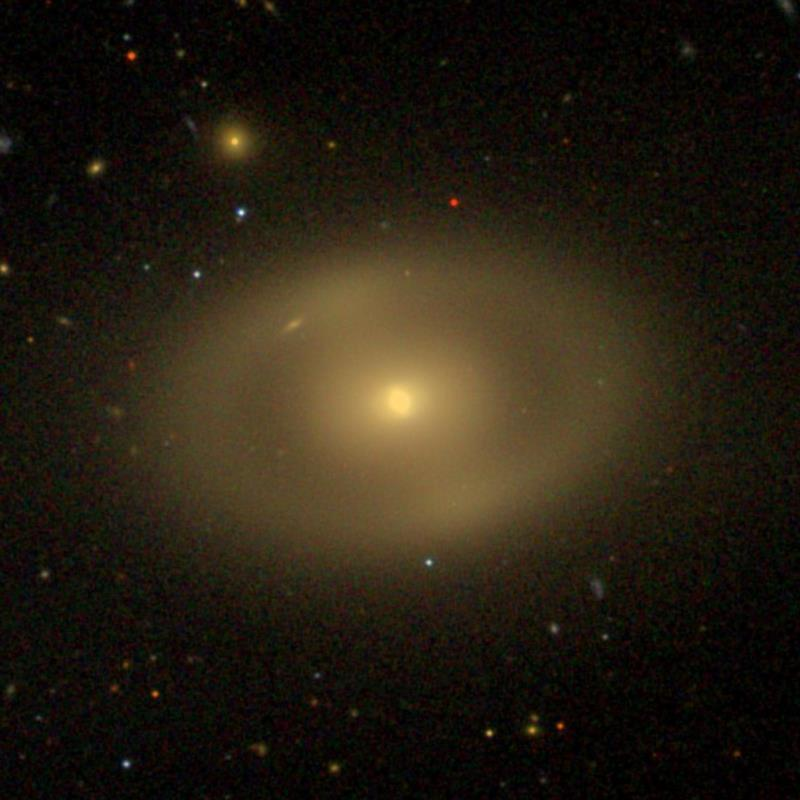
NGC 4340  (SDSS DR14)